# DISK-BASIC
DISK-BASIC（ディスク ベーシック）とは、スタンドアロンBASICの一種で、ディスクの操作に対応したものを言う。専用のディスクから起動するものが多い。ファイルシステムや、ファイルの入出力、管理といった機能を持ち、OSとしての側面を持つ。ファイルシステム管理機能の一つとして、ディレクトリ内のファイル一覧を表示するコマンドfiles

があり、ファイル一覧を印刷するためのコマンドlfilesがある。また、ファイルとしてASCII形式で保存されたBASICプログラムと現在実行中のBASICプログラムをマージするコマンドとしてmergeがある。
これに対して、内蔵ROMから自動的に起動するものをROM-BASIC（ロム ベーシック）と呼ぶことがあった。
MSXなどの場合は、インターフェイスに拡張ROMが搭載され、起動時にそれはシステムに組み込まれるため起動デバイスはROMであってもDISK-BASICであるなど、その起動する媒体を必ずしも指し示すわけではない。